# 盧玄
盧 玄（ろ げん、生没年不詳）は、北魏の学者・官僚。字は子真。本貫は范陽郡涿県。

## 経歴
後燕の范陽郡太守の盧邈（盧諶の子の盧偃の子）の子として生まれた。431年（神䴥4年）、儒者の俊英として崔綽・李霊・邢穎・高允・游雅・張偉らとともに北魏の太武帝のもとに召され、盧玄はその筆頭とされ、中書博士に任じられた。盧玄の外兄にあたる崔浩は、盧玄と語り合うたびに懐古の情を呼び起こした。崔浩が姓族の分定を計画していたため、盧玄は時機をみて再考するよう勧めたが、崔浩は聞き入れず身を滅ぼした。後に盧玄は固安子の爵位を受けた。433年（延和2年）、寧朔将軍兼散騎常侍に転じ、南朝宋に対する使者として立った。文帝と面会して語り合い、文帝に「中郎、卿の曾祖なり」と感心された。帰国すると、後に病没した。平東将軍・幽州刺史の位を追贈され、固安侯に追封され、諡は宣といった。
5人の男子があり、盧度世の名が知られた。

## 伝記資料
- 『魏書』巻47 列伝第35
- 『北史』巻30 列伝第18